# ريان بروكس
ريان بروكس (بالإنجليزية: Ryan Brooks)‏ مواليد 12 أبريل 1988 في نيو أورلينز، هو لاعب كرة سلة أمريكي. بدأ مسيرته الاحترافية في سنة 2010. يلعب مع جاي دي أيه ديجون في الدوري الفرنسي لكرة السلة الدرجة الأولى. يحمل الرقم 7. يبلغ طوله 6 قدم 4 بوصة (1.9 م).

## المسيرة الاحترافية
لعب مع غيسن فورتي سيكسرز في موسم 2012–2013، ثم لعب مع سكايلاينرز فرانكفورت في الدوري الألماني في سنة 2013، ثم لعب مع تليكوم باسكتس بون من سنة 2013 إلى 2015، ثم لعب مع جاي دي أيه ديجون في الدوري الفرنسي في سنة 2015.

## روابط خارجية
- ريان بروكس على موقع الدوري الأوروبي لكرة السلة (الإنجليزية)
- ريان بروكس على موقع كرة السلة الأوروبية.كوم (الإنجليزية)
- ريان بروكس على موقع كلية كرة السلة في سبورتس رفرنس.كوم (الإنجليزية)
- ريان بروكس على موقع ريلجم (الإنجليزية)
- ريان بروكس على موقع بروبوليرز (الإنجليزية)
- ريان بروكس على موقع سبورتس رفرنس (الإنجليزية)